# Katja Lesjak
Katja Lesjak (ur. 14 października 1967 w Škofjej Loce) – słoweńska narciarka alpejska reprezentująca Jugosławię, brązowa medalistka mistrzostw świata juniorów.

## Kariera
Największy sukces na arenie międzynarodowej Katja Lesjak osiągnęła w 1985 roku, startując na mistrzostwach świata juniorów w Jansej. Wywalczyła tam brązowy medal w slalomie gigancie, w którym wyprzedziły ją jedynie Austriacza Anita Wachter oraz Heidi Zurbriggen ze Szwajcarii. Na tej samej imprezie zajęła także szóste miejsce w slalomie. W zawodach Pucharu Świata zadebiutowała w sezonie 1985/1986. Pierwsze punkty wywalczyła 5 stycznia 1986 roku Mariborze, gdzie była jedenasta w slalomie. Kilkakrotnie punktowała, jednak nigdy nie stanęła na podium. Najwyższe lokaty w zawodach tego cyklu uzyskała 12 stycznia 1986 roku w Bad Gastein i 26 listopada 1987 roku w Sestriere, gdzie slalom kończyła na dziewiątej pozycji. Najlepsze wyniki osiągała w sezonie 1985/1986, kiedy w klasyfikacji generalnej zajęła 64. miejsce. Nigdy nie wystąpiła na igrzyskach olimpijskich ani mistrzostwach świata. W drugiej połowie lat 80. zakończyła karierę.

## Osiągnięcia

### Mistrzostwa świata juniorów
| Miejsce | Dzień   | Rok  | Miejscowość | Konkurencja | Czas biegu  | Strata  | Zwyciężczyni  |
| ------- | ------- | ---- | ----------- | ----------- | ----------- | ------- | ------------- |
| 3.      | 1 marca | 1985 | Jasná       | Gigant      | 2:14,02 min | +0,24 s | Anita Wachter |
| 6.      | 3 marca | 1985 | Jasná       | Slalom      | 1:40,47 min | +1,10 s | Anita Wachter |

### Puchar Świata

#### Miejsca w klasyfikacji generalnej
- sezon 1985/1986: 64.
- sezon 1987/1988: 72.